# 인공 비료
인공 비료(人工肥料)는 질소, 인, 칼륨 등을 포함한 광물질의 비료이다. 이를 남용하면 토양 오염과 수질 오염을 유발하게 된다.

## 같이 보기
- 퇴비

## 참고 자료
- 이 문서에는 다음커뮤니케이션(현 카카오)에서 GFDL 또는 CC-SA 라이선스로 배포한 글로벌 세계대백과사전의 내용을 기초로 작성된 글이 포함되어 있습니다.